# Collandres-Quincarnon
Collandres-Quincarnon – miejscowość i gmina we Francji, w regionie Normandia, w departamencie Eure.
Według danych na rok 1990 gminę zamieszkiwało 165 osób, a gęstość zaludnienia wynosiła 21 osób/km² (wśród 1421 gmin Górnej Normandii Collandres-Quincarnon plasuje się na 735. miejscu pod względem liczby ludności, natomiast pod względem powierzchni na miejscu 476.).